# Jeremiah McLain Rusk
Pour les articles homonymes, voir Rusk.
Jeremiah McLain Rusk, né le 17 juin 1830 à Malta (Ohio) et mort le 21 novembre 1893 à Viroqua (Wisconsin), est un homme politique américain. Membre du Parti républicain, il est représentant du Wisconsin entre 1871 et 1877, gouverneur du Wisconsin  entre 1882 et 1889 puis secrétaire à l'Agriculture entre 1889 et 1893 dans l'administration du président Benjamin Harrison. Il sert dans l'Union Army pendant la guerre de Sécession.